# Celastrus scandens
 Celastrus scandens  mais conhecido como Algoz-das-Árvores é um arbusto tipo trepadeira, originário do Canadá. Essa espécie pode "sufucar" a planta hospedeira. Pertence ao gênero Celastrus.

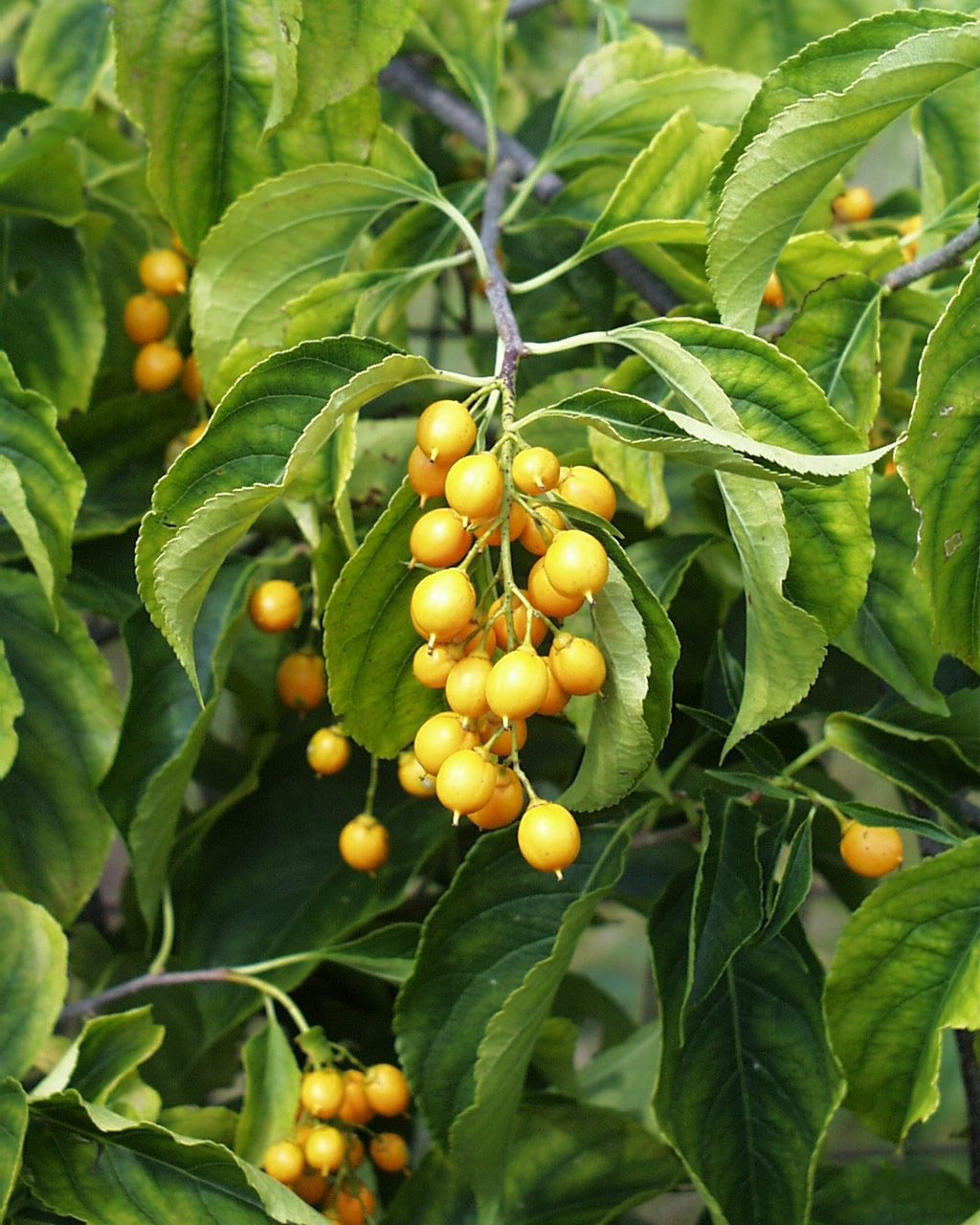